# Министр иностранных дел Гватемалы
Министр иностранных дел Гватемалы (исп. Ministro de Relaciones Exteriores de la República de Guatemala) — министерский пост в Кабинете министров Гватемалы, отвечающий за внешнюю политику и управляющий Министерством иностранных дел страны.

## Список министров иностранных дел
Министры иностранных дел Гватемалы с 1945 года:
- Хорхе Торьельо Гарридо (1945, и. о.)
- Эухенио Сильва Пенья (1945—1947)
- Энрике Муньос Мини[англ.] (1949—1951)
- Исмаэль Гонсалес Аревало (1949–1951)
- Мануэль Галич (1951–1952)
- Хосе Рауль Осегеда Палала (1952–1954)
- Хорхе Торьельо Гарридо (1954, и. о.)
- Карлос Салазар Гатика (1954—1955)
- Доминго Гойколеа Вильякорта (1955–1956)
- Рикардо Киньонес Лемус (1956, и. о.)
- Хорхе Скиннер-Клее (1956–1957)
- Адольфо Молина Орантес (1957–1958)
- Карлос Гарсия Бауэр (1958, и. о.)
- Хесус Виктор Унда Мурильо (1958–1963)
- Альберто Эррарте Гонсалес (1963–1966)
- Эмилио Ареналес Каталан (1966–1969)
- Хиль Артуро Гонсалес Солим (1969, и. о.)
- Альберто Фуэнтес Мор (1969–1970)
- Роберто Эррера Ибаргуэн (1970–1972)
- Хорхе Ареналес Каталан (1972–1974)
- Адольфо Молина Орантес (1974–1978)
- Рафаэль Кастильо Вальдес (1978–1982)
- Альфонсо Алонсо Лима (1982, и. о.)
- Эдуардо Кастильо Арриола (1982–1983)
- Фернандо Андраде Диас-Дуран (1983–1986)
- Марио Рафаэль Киньонес Амескита (1986–1987)
- Альфонсо Кабрера Идальго (1987–1989)
- Марио Паленсия Лайнфиеста (1989, и. о.)
- Ариэль Ривера Ириас (1989–1991)
- Альваро Арсу Иригойен (1991, и. о.)
- Парк Гонсало Менендеса (1991–1993)
- Артуро Фахардо Мальдонадо (1993–1994)
- Марица Руис де Виельман[англ.] (1994–1995)
- Алехандро Мальдонадо Агирре (1995–1996)
- Эдуардо Штайн[англ.] (1996–2000)
- Габриэль Орельяна Рохас (2000–2002)
- Эдгар Армандо Гутьеррес Хирон (2002–2004)
- Хорхе Бриз Абуларах[англ.] (2004–2006)
- Герт Розенталь[англ.] (2006–2008)
- Гарольдо Родас[англ.] (2008–2012)
- Гарольд Кабальерос[англ.] (2012–2013)
- Фернандо Каррера[англ.] (2013–2014)
- Карлос Рауль Моралес[англ.] (2014–2017)
- Сандра Джовель[англ.] (2017–2020)
- Педро Броло (2020–2022)
- Марио Букаро (2022–2024)
- Карлос Рамиро Мартинес (2024—н. в.)